# 白蛇后传之人间有爱
《白蛇后传之人间有爱》（英文题字：The Legendary White Snake）是1994年由新加坡新传媒私人有限公司出品的电视剧，全剧共20集。该剧是以《白蛇传》的续篇为题材而改编的神话剧，主要讲述白蛇水漫金山被镇雷峰塔以后的事情。主要由谢益文执导，丁岚、王裕香、曹国辉以及严丙量领衔主演。中国大陆部分地区在发行DVD时将剧名改为《人蛇魔神录》。

## 剧情内容
白素贞、小青、大龙女一起联起手来水漫金山，在要成功之际，白素贞突然临产。白素贞在小青的护佑下脱离了法海的追捕，并成功诞下一子，但最终白素贞还是被法海镇压在了雷峰塔中，不幸的是许仙为了找回娘子而跌入山崖，丧失了记忆。十八年后，被法海收留的白蛇之子许仕林已长大成人，由于他是人蛇的后代，从而落下不人不妖的魔性，后来邂逅了大龙女的妹妹小龙女，并爱上了她，因此遭到法海的强烈反对。由于大龙女曽帮助白素贞与小青水漫金山而触犯天条，使其家破人亡，大龙女怀恨在心，伺机报复许仕林。小青突然出现在了许仕林的身边，并把他未知的身世完全告诉了他，并要求他协助她去救出白素贞，但许仕林自暴自弃，痛恨白蛇与许仙生下半人半蛇的自己，决然不愿救母……

## 演职人员
- 白素贞 — 刘秋莲
- 小青 — 丁岚
- 大龙女 — 王裕香
- 法海 — 严丙量
- 许仕林 — 曹国辉
- 孟宁 — 林益盛
- 小龙女 — 黄嫊方
- 法能 — 夏川
- 小乌 — 洪培兴
- 许仙 — 王昌黎
- 桂花 — 刘秋莲
- 蜈蚣精 — 杨莉娜
- 蜘蛛精 — 陈慧慧
- 皇上 — 杨越

## 主创人员
- 制作统筹：司徒合仪
- 助理编导：吕丽雯
- 编导：谢益文
- 监制：吴乔颐
- 编剧：庞学菊、徐丽华、方桂香、林培强
- 编审：吴沧洲
- 故事策划：王启基
- 片头设计：吴乔颐、杨耀宗
- 布景设计：陈添发、吕萍
- 美术设计：邓文章
- 服装设计：潘国铧
- 化装发型设计：陈达铭
- 化装/发型：陈梦侠、Anuar B Saran
- 录象剪辑：赖振江
- 外景摄像：廖永松
- 协助拍摄：倪秋发、刘福根、杨培创
- 外景摄像助理：温少安
- 外景灯光：曹启荣、林兴吉
- 外景收音：汪添吉
- 外景剪接：赖振江、江建华
- 武术指导：张耀星
- 资料搜集：邝宝玲
- 歌曲提供：PolyGram、福茂唱片音乐股份有限公司
- 出品单位：新传媒私人有限公司

## 主题歌
片头曲
- 《爱恨悠悠》
作曲：林隆璇 - 作词：林隆璇 - 编曲：Martin Tang - 主唱：林隆璇
发行：福茂唱片音乐股份有限公司

插曲
- 《千纸鹤》
作曲：邰正宵 - 作词：邰正宵、林利南、李安修 - 编曲：涂恵元 - 主唱：邰正宵
发行：福茂唱片音乐股份有限公司
- 《分心》
作曲：邰正宵 - 作词：林利南 - 编曲：涂恵元 - 主唱：邰正宵
发行：福茂唱片音乐股份有限公司

| 新加坡 新廣第8波道 （星期一到星期五 19:00到20:00）節目 | 新加坡 新廣第8波道 （星期一到星期五 19:00到20:00）節目 | 新加坡 新廣第8波道 （星期一到星期五 19:00到20:00）節目 |
| ------------------------------------------------------ | ------------------------------------------------------ | ------------------------------------------------------ |
|                                                        | 白蛇后传之人间有爱 （1994年8月16日-1994年9月12日）     |                                                        |
| 叔侄俩疯狂 （1994年7月18日-1994年8月15日）             | 共闯荆途 （1994年9月13日-1994年10月10日）              |                                                        |